# Воронкин, Михаил Спиридонович
Михаил Спиридонович Воронкин (1923—2016) — советский и российский учёный, доктор филологических наук, профессор, заслуженный деятель науки Республики Саха (Якутия).

## Биография
Родился 21 ноября 1923 года в Оргётском наслеге Верхневилюйского улуса Якутской области.
В 1941—1958 годах работал учителем начальных классов, военруком, учителем русского и якутского языков, преподавателем педучилища, инспектором районо.
В 1954 году с отличием окончил Якутский государственный педагогический институт, в 1958—1961 гг. — аспирант Якутского филиала Сибирского отделения АН СССР, в 1961 г принят младшим научным сотрудником ИЯЛИ, с 1972 — старший научный сотрудник.
В 1967 году защитил кандидатскую диссертацию на тему «Есейский говор якутского языка», в 1988 году — докторскую диссертацию на тему «Диалектная система якутского языка: образование, взаимодействие с литературным языком и структура».
Умер 16 февраля 2016 года.

## Научная деятельность
М. С. Воронкин — ведущий диалектолог-якутовед. Занимался системным описанием и классификацией говоров якутского языка. Исследовал особенности западных, северо-западных говоров, описал северо-восточные говоры методом лингвистической географии. Автор более 50 научных трудов.